# ひきこさん
ひきこさんは日本の都市伝説の一種。

## 概要
雨の日、白いぼろぼろの着物を着て、人形のようなものを引きずっている女と出会う。よく見ると、女の目はつり上がり、口は耳元まで裂けている。そして女が引きずっていたものは人形ではなく、小学生ほどの子供そのものだった。女は自分の姿を見た子供を捕らえて肉塊になるまで引きずり回し、決まった場所に連れて行き放置する。彼女は自分が受けた酷いいじめに対する恨みから、子供を捕まえては肉塊と化すまで引きずり回しているのだ、というもの。
この都市伝説は『ひきこさん』のタイトルでTMCによって2008年に映画化された。

## 委細と派生
元は背が高く成績優秀で顔も可愛く心優しく先生からも可愛がられていた少女であったとされ、怪異化した原因は「妬みによる他生徒からのいじめ」の他、「両親の虐待」として語られるパターンもある。自ら、あるいは両親に軟禁されることにより「ひきこもり」になり、やがて怪異化したとされる。引き摺り殺した子供たちを自宅にコレクションしているともされる。
「ひきこさん」の本名は「森妃姫子（もりひきこ）」であるとされる。これは「引き子→ひきこ」という読み替え、さらに「姓名を逆にすると『ひきこもり』」の連鎖で成立したとされる。また、都市伝説としての発生の背景には「ひきこもり」に対する偏見があるともされる。

## 噂にみる「対処法」
- 残忍性･暴力性の高い怪異だが、いじめられた子供と同じ名前の子は襲わない[1]。また、いじめられっ子も襲われない[1]。具体的な名前は不明。
- 自分の顔の醜さゆえ、鏡を見ることも嫌うので、出会ったら鏡を見せれば退散する[1]。
- 「私の顔は醜いか」と尋ねてきたら、「引っ張るぞ！引っ張るぞ！」と叫ぶと退散する[1]。

## ひきこさんを扱った映像作品
- ひきこさん (2008年)<OV>
- 真ひきこさん (2009年)<OV>
- エクスリベンジャーズ ひきこさん ミ・ナ・ゴ・ロ・シ (2010年)<OV>
- ひきこさん VS 口裂け女 (2011年)<OV>
- ひきこさん VS こっくりさん (2012年)<OV>
- ひきこさんの惨劇 (2013年)<OV>
- ひ・き・こ 降臨 (2014年)<OV>
- ひきこさん VS 貞子 (2015年)<OV>：ビデオの表紙は山村貞子が登場しているが、物語に登場するのは実在した超能力者の高橋貞子をモデルにした高村貞子の亡霊（怨念）である。御船千鶴子をモデルにした尾上千鶴子、長尾郁子をモデルにした長瀬郁子の亡霊（怨念）も登場する。他人に憑依して姿を変え相手を操る。福来友吉をモデルにした宝来先生も登場する。
- モブサイコ100(2019年)<テレビアニメ>:2期の第2話において、ひきこさんをモデルにした”おひきさん”が登場する。